# 巴金迪克曼丁卡
巴金迪克曼丁卡（英語：Bakindick Mandinka）是甘比亞西部的小鎮，位於北岸區下紐米。 根據2008年所做的人口調查數據顯示，居住於巴金迪克曼丁卡的總人口數量為1,801人。